# Australian International Beer Awards
De Australian International Beer Awards is een Australische prijsuitreiking voor de beste bieren ter wereld. Het evenement wordt door de Royal Agricultural Society of Victoria (RASV) georganiseerd in samenwerking met de Universiteit van Ballarat.
De prijsuitreiking kadert in de "Good Beer Week" die gehouden wordt in het Melbourne Exhibition and Convention Centre, en wordt gehouden sinds 1992.
Er zijn 100 categorieën en prijzen waaronder: Beste Internationale Pils, Beste Europese Pils, Beste Lager, Beste Amber, Beste Donkere Lager, Beste Internationale Pale Ale, Best Europese Stijl Ale, Beste Stout, Beste Alcoholarm bier, Beste Tarwebier (witbier), Beste Belgische en Franse stijl Ale, Beste Speciaalbier, Beste verpakking, Beste India Pale Ale (IPA).
Binnen deze categorieën wordt telkens een gouden, zilveren en bronzen medaille gegeven.

## Geschiedenis
In 1987 werden in het Ballarat College plannen gesmeed om nog hetzelfde jaar een nationale biertentoonstelling en competitie te houden. 35 inzendingen werden toen door 3 juryleden beoordeeld op basis van de punten telling die ze gebruikten van de Australian Wine Research Institute uit Adelaide. Het puntensysteem bleef tot 1991.
In 1989 werden de eerste categorieën ingevoerd rond de verschillende biersoorten zoals stout en ale.
Vanaf 1993 werd de wedstrijd in samenwerking met de Royal Agriculture Society of Victoria georganiseerd en vanaf dan werd het de Australian International Beer Awards genoemd.
In 2002 werd voor het laatste het telsysteem aangepast. Men bleef bij het 20 puntensysteem, maar aparte beschrijvingen werden gemaakt met bijhorende maximum punten.

## Lijst van winnaars
Deze lijst bevat een overzicht van de winnaars uit België en Nederland.
| jaar | inzendingen (landen) | categorie                                                  | prijs  | naam                        | brouwerij                      | land      |
| ---- | -------------------- | ---------------------------------------------------------- | ------ | --------------------------- | ------------------------------ | --------- |
| 2013 | 1490 (35)            | City of Ballart Trophy                                     | Goud   | Oude Geuze Oud Beersel      | Brouwerij Oud Beersel          | België    |
| 2013 | 1490 (35)            | Belgian Lambic (31F)                                       | Goud   | Oude Geuze Oud Beersel      | Brouwerij Oud Beersel          | België    |
| 2013 | 1490 (35)            | Imperial/Double IPA (19C)                                  | Zilver | Viven Imperial IPA          | Beerdevelopment Viven          | België    |
| 2013 | 1490 (35)            | Other Porter (23E)                                         | Zilver | Viven Smoked Porter         | Beerdevelopment Viven          | België    |
| 2013 | 1490 (35)            | Other Wheat Beer (29E)                                     | Brons  | Blanche de Namur            | Brasserie du Bocq              | België    |
| 2013 | 1490 (35)            | Pale Strong (31A)                                          | Brons  | Omer.                       | Brouwerij Bockor               | België    |
| 2013 | 1490 (35)            | Dark Strong (31B)                                          | Goud   | Straffe Hendrik Quadrupel   | Brouwerij De Halve Maan        | België    |
| 2013 | 1490 (35)            | Abbey Blonde (31C)                                         | Zilver | Brugse Zot Blond            | Brouwerij De Halve Maan        | België    |
| 2013 | 1490 (35)            | Abbey Blonde (31C)                                         | Brons  | Triporteur from Heaven      | BOM Breweries                  | België    |
| 2013 | 1490 (35)            | Abbey Blonde (31C)                                         | Brons  | Paljas Blond                | Brouwerij Henricus             | België    |
| 2013 | 1490 (35)            | Abbey Tripel (31E)                                         | Zilver | Straffe Hendrik Tripel      | Brouwerij De Halve Maan        | België    |
| 2013 | 1490 (35)            | Abbey Dubbel (31D)                                         | Goud   | Brugse Zot Dubbel           | Brouwerij De Halve Maan        | België    |
| 2013 | 1490 (35)            | Saison (31G)                                               | Goud   | Saison 1858                 | Brasserie du Bocq              | België    |
| 2013 | 1490 (35)            | Other Belgian & French Ale (31H)                           | Goud   | Bière de Beloeil            | Brasserie Dupont               | België    |
| 2013 | 1490 (35)            | Other Belgian & French Ale (31H)                           | Goud   | Floreffe Prima Melior       | Brouwerij Lefebvre             | België    |
| 2013 | 1490 (35)            | Honey – (35C)                                              | Zilver | Bière de Miel               | Brasserie Dupont               | België    |
| 2013 | 1490 (35)            | Honey – (35C)                                              | Brons  | Barbar                      | Brouwerij Lefebvre             | België    |
| 2012 | 1352 (41)            | Best Belgian & French Ale Dark (31B)                       | Goud   | Straffe Hendrik Quadrupel   | Brouwerij De Halve Maan        | België    |
| 2012 | 1352 (41)            | Best Belgian & French Ale Dark (31B)                       | Zilver | Sint Bernardus Abt 12       | Brouwerij St. Bernardus        | België    |
| 2012 | 1352 (41)            | Best Abbey Blond Packaged (31C)                            | Zilver | Brugse Zot Blond            | Brouwerij De Halve Maan        | België    |
| 2012 | 1352 (41)            | Best Abbey Blond Packaged (31C)                            | Zilver | Sint Feuillien Blond        | Brasserie St-Feuillien         | België    |
| 2012 | 1352 (41)            | Best Abbey Blond Packaged (31C)                            | Brons  | Tongerlo Blond              | Brouwerij Haacht               | België    |
| 2012 | 1352 (41)            | Best Abbey Blond Packaged (31C)                            | Brons  | Sint Feuillien Grand Cru    | Brasserie St-Feuillien         | België    |
| 2012 | 1352 (41)            | Best Abbey Dubbel (31D)                                    | Zilver | Floreffe Meilleur           | Brasserie Lefebvre             | België    |
| 2012 | 1352 (41)            | Best Abbey Dubbel (31D)                                    | Brons  | Brugse Zot Dubbel           | Brouwerij De Halve Maan        | België    |
| 2012 | 1352 (41)            | Best Abbey Triple Packaged (31E)                           | Zilver | Sint Bernardus Tripel       | Brouwerij St. Bernardus        | België    |
| 2012 | 1352 (41)            | Best Abbey Triple Packaged (31E)                           | Zilver | Straffe Hendrik Tripel      | Brouwerij De Halve Maan        | België    |
| 2012 | 1352 (41)            | Best Abbey Triple Packaged (31E)                           | Zilver | Bersalis Tripel             | Brouwerij Oud Beersel          | België    |
| 2012 | 1352 (41)            | Best Abbey Triple Packaged (31E)                           | Zilver | St Feuillien Triple         | Brasserie St-Feuillien         | België    |
| 2012 | 1352 (41)            | Best Abbey Triple Packaged (31E)                           | Brons  | Triple Moine                | Brasserie du Bocq              | België    |
| 2012 | 1352 (41)            | Best Lambic packaged (31F)                                 | Zilver | Kriek Cantillon             | Brouwerij Cantillon            | België    |
| 2012 | 1352 (41)            | Best Lambic packaged (31F)                                 | Brons  | Oude Geuze Oud Beersel      | Brouwerij Oud Beersel          | België    |
| 2012 | 1352 (41)            | Best Lambic packaged (31F)                                 | Brons  | Oude Kriek Oud Beersel      | Brouwerij Oud Beersel          | België    |
| 2012 | 1352 (41)            | Best Saison packaged (31G)                                 | Zilver | Saison Dupont               | Brasserie Dupont               | België    |
| 2012 | 1352 (41)            | Best Belgian Style Other packaged (31H)                    | Brons  | Bersalis Kadet              | Brouwerij Oud Beersel          | België    |
| 2012 | 1352 (41)            | Best Belgian Other packaged (31H )                         | Zilver | Vanderghinste oud bruin     | Brouwerij Bockor               | België    |
| 2012 | 1352 (41)            | Best Belgian Other packaged (31H)                          | Zilver | Bière de Beloeil            | Brasserie Dupont               | België    |
| 2012 | 1352 (41)            | Best Speciality Beer Honey packaged (35C)                  | Goud   | Bière de Miel Bio           | Brasserie Dupont               | België    |
| 2012 | 1352 (41)            | Best Speciality Beer Wood aged packaged (35E)              | Brons  | Cuvée des Jacobins          | Brouwerij Bockor               | België    |
| 2011 | 1195 (39)            | Belgian and French Style Ales packaged (13C)               | Goud   | Oude Kriek Oud Beersel      | Brouwerij Oud Beersel          | België    |
| 2011 | 1195 (39)            | Belgian and French Style Ales packaged (13C)               | Zilver | Oude Geuze Oud Beersel      | Brouwerij Oud Beersel          | België    |
| 2011 | 1195 (39)            | Belgian and French Style Ales packaged (13B)               | Zilver | Triple Moine                | Brasserie du Bocq              | België    |
| 2011 | 1195 (39)            | Belgian and French Style Ales packaged (13B)               | Zilver | St-Feuillien Blonde         | Brasserie St-Feuillien         | België    |
| 2011 | 1195 (39)            | Belgian and French Style Ales packaged (13B)               | Brons  | St. Bernardus Tripel        | Brouwerij St. Bernardus        | België    |
| 2011 | 1195 (39)            | Belgian and French Style Ales packaged (13B)               | Brons  | Brugse Zot Dubbel           | Brouwerij De Halve Maan        | België    |
| 2011 | 1195 (39)            | Belgian and French Style Ales packaged (13B)               | Brons  | Grimbergen Dubbel           | Alken-Maes                     | België    |
| 2011 | 1195 (39)            | Belgian and French Style Ales packaged (13B)               | Brons  | Gauloise Brune              | Brasserie du Bocq              | België    |
| 2011 | 1195 (39)            | Belgian and French Style Ales packaged (13B)               | Brons  | Straffe Hendrik Tripel      | Brouwerij De Halve Maan        | België    |
| 2011 | 1195 (39)            | Belgian and French Style Ales packaged (13B)               | Brons  | Brugse Zot Blond            | Brouwerij De Halve Maan        | België    |
| 2011 | 1195 (39)            | Belgian and French Style Ales packaged (13D)               | Zilver | Saison Dupont               | Brasserie Dupont               | België    |
| 2011 | 1195 (39)            | Belgian and French Style Ales packaged (13D)               | Brons  | Bons Vœux                   | Brasserie Dupont               | België    |
| 2011 | 1195 (39)            | Belgian and French Style Ales packaged (13D)               | Brons  | Saison St-Feuillien         | Brasserie St-Feuillien         | België    |
| 2011 | 1195 (39)            | Belgian and French Style Ales packaged (13E)               | Zilver | Straffe Hendrik Quadrupel   | Brouwerij De Halve Maan        | België    |
| 2011 | 1195 (39)            | Belgian and French Style Ales packaged (13E)               | Zilver | Floreffe Meilleure          | Brasserie Lefebvre             | België    |
| 2011 | 1195 (39)            | Belgian and French Style Ales packaged (13E)               | Brons  | Bière de Beloeil            | Brasserie Dupont               | België    |
| 2011 | 1195 (39)            | Belgian and French Style Ales packaged (13E)               | Brons  | Bersalis Kadet              | Brouwerij Oud Beersel          | België    |
| 2011 | 1195 (39)            | Wheat Beer packaged - Witbier (11B)                        | Brons  | Blanche de Namur            | Brasserie du Bocq              | België    |
| 2010 | 1170 (34)            | Lager packaged - Pilsner (01C)                             | Zilver | Sas Pils                    | Brouwerij Het Sas              | België    |
| 2010 | 1170 (34)            | Wheat Beer packaged - Witbier (11B)                        | Zilver | Blanche de Namur            | Brasserie du Bocq              | België    |
| 2010 | 1170 (34)            | Belgian and French Style Ales packaged (13A)               | Zilver | Hopus                       | Brasserie Lefebvre             | België    |
| 2010 | 1170 (34)            | Belgian and French Style Ales packaged (13A)               | Zilver | Poperings Hommelbier        | Brouwerij Van Eecke            | België    |
| 2010 | 1170 (34)            | Belgian and French Style Ales packaged (13B)               | Goud   | Triple Moine                | Brasserie du Bocq              | België    |
| 2010 | 1170 (34)            | Belgian and French Style Ales packaged (13B)               | Goud   | St. Bernardus Tripel        | Brouwerij St. Bernardus        | België    |
| 2010 | 1170 (34)            | Belgian and French Style Ales packaged (13B)               | Zilver | St. Bernardus Prior 8       | Brouwerij St. Bernardus        | België    |
| 2010 | 1170 (34)            | Belgian and French Style Ales packaged (13B)               | Zilver | Brugse Zot Dubbel           | Brouwerij De Halve Maan        | België    |
| 2010 | 1170 (34)            | Belgian and French Style Ales packaged (13B)               | Zilver | Abbaye de St. Martin Triple | Brasserie de Brunehaut         | België    |
| 2010 | 1170 (34)            | Belgian and French Style Ales packaged (13B)               | Zilver | Abbaye de St. Martin Brune  | Brasserie de Brunehaut         | België    |
| 2010 | 1170 (34)            | Belgian and French Style Ales packaged (13B)               | Zilver | Straffe Hendrik             | Brouwerij De Halve Maan        | België    |
| 2010 | 1170 (34)            | Belgian and French Style Ales packaged (13B)               | Zilver | Brugse Zot Blond            | Brouwerij De Halve Maan        | België    |
| 2010 | 1170 (34)            | Belgian and French Style Ales packaged (13B)               | Zilver | La Chouffe                  | Brouwerij van Achouffe         | België    |
| 2010 | 1170 (34)            | Belgian and French Style Ales packaged (13B)               | Brons  | Kapittel Tripel Abt         | Brouwerij Van Eecke            | België    |
| 2010 | 1170 (34)            | Belgian and French Style Ales packaged (13B)               | Brons  | St. Bernardus Pater 6       | Brouwerij St. Bernardus        | België    |
| 2010 | 1170 (34)            | Belgian and French Style Ales packaged (13C)               | Zilver | Gueuze Cantillon            | Brouwerij Cantillon            | België    |
| 2010 | 1170 (34)            | Belgian and French Style Ales packaged (13C)               | Brons  | Floris Kriek                | Brouwerij Huyghe               | België    |
| 2010 | 1170 (34)            | Belgian and French Style Ales packaged (13C)               | Brons  | Lindemans Cassis            | Brouwerij Lindemans            | België    |
| 2010 | 1170 (34)            | Belgian and French Style Ales packaged (13C)               | Brons  | Lindemans Geuze             | Brouwerij Lindemans            | België    |
| 2010 | 1170 (34)            | Belgian and French Style Ales packaged (13C)               | Brons  | Lindemans Kriek             | Brouwerij Lindemans            | België    |
| 2010 | 1170 (34)            | Belgian and French Style Ales packaged (13C)               | Brons  | Lindemans Framboise         | Brouwerij Lindemans            | België    |
| 2010 | 1170 (34)            | Belgian and French Style Ales packaged (13D)               | Zilver | Gauloise Ambrée             | Brasserie du Bocq              | België    |
| 2010 | 1170 (34)            | Belgian and French Style Ales packaged (13D)               | Zilver | Saison Dupont               | Brasserie Dupont               | België    |
| 2010 | 1170 (34)            | Belgian and French Style Ales packaged (13D)               | Zilver | Bons Vœux                   | Brasserie Dupont               | België    |
| 2010 | 1170 (34)            | Belgian and French Style Ales packaged (13E)               | Goud   | Floreffe Meilleure          | Brasserie Lefebvre             | België    |
| 2010 | 1170 (34)            | Belgian and French Style Ales packaged (13E)               | Zilver | Bière de Beloeil            | Brasserie Dupont               | België    |
| 2010 | 1170 (34)            | Belgian and French Style Ales packaged (13E)               | Zilver | Gouden Carolus Classic      | Brouwerij Het Anker            | België    |
| 2010 | 1170 (34)            | Belgian and French Style Ales packaged (13E)               | Zilver | St. Bernardus Abt 12        | Brouwerij St. Bernardus        | België    |
| 2010 | 1170 (34)            | Hybrid Beer packaged - Brewed with addition of Honey (17C) | Zilver | Barbar                      | Brasserie Lefebvre             | België    |
| 2009 | 1140 (39)            | Lager packaged (01F)                                       | Zilver | IJsbok                      | SNAB                           | Nederland |
| 2009 | 1140 (39)            | Lager packaged (01F)                                       | Zilver | Ezelenbok                   | SNAB                           | Nederland |
| 2009 | 1140 (39)            | Belgian and French Style Ales packaged (13A)               | Zilver | La Trappe Blond             | Brouwerij Koningshoeven        | Nederland |
| 2009 | 1140 (39)            | Belgian and French Style Ales packaged (13A)               | Zilver | Omer.                       | Brouwerij Bockor               | België    |
| 2009 | 1140 (39)            | Belgian and French Style Ales packaged (13B)               | Goud   | La Trappe Dubbel            | Brouwerij Koningshoeven        | Nederland |
| 2009 | 1140 (39)            | Belgian and French Style Ales packaged (13B)               | Zilver | Gauloise Brune              | Brasserie du Bocq              | België    |
| 2009 | 1140 (39)            | Belgian and French Style Ales packaged (13B)               | Zilver | Straffe Hendrik             | Brouwerij De Halve Maan        | België    |
| 2009 | 1140 (39)            | Belgian and French Style Ales packaged (13B)               | Zilver | Brugse Zot Blond            | Brouwerij De Halve Maan        | België    |
| 2009 | 1140 (39)            | Belgian and French Style Ales packaged (13B)               | Zilver | La Trappe Tripel            | Brouwerij Koningshoeven        | Nederland |
| 2009 | 1140 (39)            | Belgian and French Style Ales packaged (13B)               | Brons  | Abbaye de St. Martin Triple | Brasserie de Brunehaut         | België    |
| 2009 | 1140 (39)            | Belgian and French Style Ales packaged (13B)               | Brons  | Abbaye de Forest            | Brasserie de Silly             | België    |
| 2009 | 1140 (39)            | Belgian and French Style Ales packaged (13B)               | Brons  | Moinette Brune              | Brasserie Dupont               | België    |
| 2009 | 1140 (39)            | Belgian and French Style Ales packaged (13B)               | Brons  | Triple Moine                | Brasserie du Bocq              | België    |
| 2009 | 1140 (39)            | Belgian and French Style Ales packaged (13B)               | Brons  | Brugse Zot Dubbel           | Brouwerij De Halve Maan        | België    |
| 2009 | 1140 (39)            | Belgian and French Style Ales packaged (13C)               | Zilver | Kriek Max                   | Brouwerij Bockor               | België    |
| 2009 | 1140 (39)            | Belgian and French Style Ales packaged (13C)               | Zilver | Lindemans Kriek             | Brouwerij Lindemans            | België    |
| 2009 | 1140 (39)            | Belgian and French Style Ales packaged (13C)               | Brons  | Lindemans Framboise         | Brouwerij Lindemans            | België    |
| 2009 | 1140 (39)            | Belgian and French Style Ales packaged (13C)               | Brons  | Lindemans Cassis            | Brouwerij Lindemans            | België    |
| 2009 | 1140 (39)            | Belgian and French Style Ales packaged (13D)               | Brons  | Saison Dupont               | Brasserie Dupont               | België    |
| 2009 | 1140 (39)            | Belgian and French Style Ales packaged (13D)               | Brons  | Bons Vœux                   | Brasserie Dupont               | België    |
| 2009 | 1140 (39)            | Belgian and French Style Ales packaged (13E)               | Zilver | La Trappe Quadrupel         | Brouwerij Koningshoeven        | Nederland |
| 2009 | 1140 (39)            | Belgian and French Style Ales packaged (13E)               | Brons  | Moinette Blonde             | Brasserie Dupont               | België    |
| 2009 | 1140 (39)            | Belgian and French Style Ales packaged (13E)               | Brons  | Gauloise Ambrée             | Brasserie du Bocq              | België    |
| 2009 | 1140 (39)            | Belgian and French Style Ales packaged (13E)               | Brons  | Gauloise Blonde             | Brasserie du Bocq              | België    |
| 2009 | 1140 (39)            | Hybrid Beer packaged - Herb & Spice (17A)                  | Brons  | Speculator                  | SNAB                           | Nederland |
| 2009 | 1140 (39)            | Hybrid Beer packaged - Witbier (17F)                       | Zilver | Titje                       | Brasserie de Silly             | België    |
| 2009 | 1140 (39)            | Hybrid Beer packaged - Witbier (17F)                       | Zilver | Blanche de Namur            | Brasserie du Bocq              | België    |
| 2009 | 1140 (39)            | Hybrid Beer packaged - Other (17H)                         | Brons  | Czaar Peter                 | SNAB                           | Nederland |
| 2008 | 1084 (42)            | Belgian and French Style Ales packaged (19A)               | Zilver | Leffe Blond                 | InBev                          | België    |
| 2008 | 1084 (42)            | Belgian and French Style Ales packaged (19A)               | Zilver | Gauloise Blonde             | Brasserie du Bocq              | België    |
| 2008 | 1084 (42)            | Belgian and French Style Ales packaged (19B)               | Goud   | Brugse Zot Blond            | Brouwerij De Halve Maan        | België    |
| 2008 | 1084 (42)            | Belgian and French Style Ales packaged (19B)               | Goud   | La Trappe Dubbel            | Brouwerij Koningshoeven        | Nederland |
| 2008 | 1084 (42)            | Belgian and French Style Ales packaged (19B)               | Zilver | Brugse Zot Dubbel           | Brouwerij De Halve Maan        | België    |
| 2008 | 1084 (42)            | Belgian and French Style Ales packaged (19B)               | Zilver | La Trappe Tripel            | Brouwerij Koningshoeven        | Nederland |
| 2008 | 1084 (42)            | Belgian and French Style Ales packaged (19B)               | Brons  | Orval                       | Abdij Notre-Dame d'Orval       | België    |
| 2008 | 1084 (42)            | Belgian and French Style Ales packaged (19B)               | Brons  | Abbaye de Forest            | Brasserie de Silly             | België    |
| 2008 | 1084 (42)            | Belgian and French Style Ales packaged (19B)               | Brons  | Triple Moine                | Brasserie du Bocq              | België    |
| 2008 | 1084 (42)            | Belgian and French Style Ales packaged (19C)               | Zilver | Belle-Vue Kriek             | InBev                          | België    |
| 2008 | 1084 (42)            | Belgian and French Style Ales packaged (19E)               | Goud   | Gauloise Brune              | Brasserie du Bocq              | België    |
| 2008 | 1084 (42)            | Belgian and French Style Ales packaged (19E)               | Zilver | La Trappe Quadrupel         | Brouwerij Koningshoeven        | Nederland |
| 2008 | 1084 (42)            | Belgian and French Style Ales packaged (19E)               | Brons  | Gauloise Ambrée             | Brasserie du Bocq              | België    |
| 2008 | 1084 (42)            | Belgian Style Witbiers packaged (21)                       | Zilver | Blanche de Namur            | Brasserie du Bocq              | België    |
| 2008 | 1084 (42)            | Belgian Style Witbiers packaged (21)                       | Brons  | Hoegaarden (bier)           | InBev                          | België    |
| 2008 | 1084 (42)            | Belgian and French Style Ales packaged (45B)               | Zilver | Bière du Mont Saint-Aubert  | Brasserie de Brunehaut         | België    |
| 2008 | 1084 (42)            | Belgian and French Style Ales packaged (45B)               | Brons  | Abbaye de St. Martin Blonde | Brasserie de Brunehaut         | België    |
| 2008 | 1084 (42)            | Belgian and French Style Ales packaged (45E)               | Brons  | Vlaamsche Reus Blond        | Brouwerij De Fontein           | Nederland |
| 2007 | 941 (?)              | Gary Sheppard Memorial trophy                              | Goud   |                             | Bierbrouwerij De Koningshoeven | Nederland |
| 2007 | 941 (?)              | Best Victorian Beer                                        | Goud   | Stella Artois               | InBev                          | België    |
| 2007 | 941 (?)              | (19)                                                       | Goud   | Bellevue Kriek              | InBev                          | België    |
| 2007 | 941 (?)              | (13)                                                       | Brons  | La Trappe Wit               | Bierbrouwerij De Koningshoeven | Nederland |
| 2007 | 941 (?)              | (14)                                                       | Goud   | La Trappe Dubbel            | Bierbrouwerij De Koningshoeven | Nederland |
| 2007 | 941 (?)              | (B19)                                                      | Zilver | Brugse Zot Dubbel           | Brouwerij De Halve Maan        | België    |
| 2007 | 941 (?)              | (B19)                                                      | Zilver | La Trappe Blond             | Bierbrouwerij De Koningshoeven | Nederland |
| 2007 | 941 (?)              | (B19)                                                      | Zilver | Triple Moine                | Brouwerij Du Bocq              | België    |
| 2007 | 941 (?)              | (B19)                                                      | Zilver | Brugse Zot Blond            | Brouwerij De Halve Maan        | België    |
| 2007 | 941 (?)              | (B19)                                                      | Zilver | La Trappe Tripel            | Bierbrouwerij De Koningshoeven | Nederland |
| 2007 | 941 (?)              | (C19)                                                      | Goud   | Delirium Tremens            | Brouwerij Huyghe               | België    |
| 2007 | 941 (?)              | (C19)                                                      | Goud   | Bellevue Kriek              | Inbev                          | België    |
| 2007 | 941 (?)              | (E19)                                                      | Zilver | La Gauloise Brune           | Brouwerij Du Bocq              | België    |
| 2007 | 941 (?)              | (E19)                                                      | Brons  | La Gauloise Ambrée          | Brouwerij Du Bocq              | België    |
| 2007 | 941 (?)              | (21)                                                       | Brons  | Hoegaarden Wit              | Inbev                          | België    |
| 2007 | 941 (?)              | (A19)                                                      | Zilver | Gouden Carolus              | Brouwerij Het Anker            | België    |
| 2007 | 941 (?)              | (A19)                                                      | Zilver | Leffe Blond                 | Inbev                          | België    |
| 2007 | 941 (?)              | (A19)                                                      | Brons  | La Gauloise Blonde          | Brasserie du Bocq\| België     |           |
| 2006 | 974 (?)              | Best of Class 33                                           | Goud   | Brugse Zot Dubbel           | Brouwerij De Halve Maan        | België    |
| 2006 | 974 (?)              | Belgian Style Ales Lambic (C33)                            | Zilver | Bellevue Kriek              | Inbev                          | België    |
| 2006 | 974 (?)              | Belgian Style Ales Others (E33)                            | Zilver | La Gauloise Ambrée          | Brasserie du Bocq              | België    |
| 2006 | 974 (?)              | Belgian Style Ales strong (A33)                            | Zilver | La Chouffe                  | Brouwerij van Achouffe         | België    |
| 2006 | 974 (?)              | Belgian Style Ales strong (A33)                            | Zilver | Poperings Hommelbier        | Brouwerij Van Eecke            | België    |
| 2006 | 974 (?)              | Belgian Style Ales strong (A33)                            | Zilver | La Gauloise Blonde          | Brasserie du Bocq              | België    |
| 2006 | 974 (?)              | Belgian Style Ales strong (A33)                            | Brons  | Leffe Blond                 | InBev                          | België    |
| 2006 | 974 (?)              | Belgian Style Ales Abbey (B33)                             | Zilver | La Gauloise Brune           | Brasserie du Bocq              | België    |
| 2006 | 974 (?)              | Belgian Style Ales Abbey (B33)                             | Brons  | Brugse Zot                  | Brouwerij De Halve Maan        | België    |
| 2006 | 974 (?)              | Belgian Style wheatbeer (34)                               | Goud   | Hoegaarden Wit              | Inbev                          | België    |
| 2006 | 974 (?)              | Belgian Style wheatbeer (34)                               | Zilver | Blanche de Namur            | Brasserie du Bocq              | België    |
| 2006 | 974 (?)              | Belgian Style Ales Abbey (B33)                             | Zilver | Leffe Bruin                 | InBev                          | België    |
| 2006 | 974 (?)              | Belgian Style Ales Others(G39)                             | Brons  | Leffe Blond                 | InBev                          | België    |
| 2006 | 974 (?)              | Belgian Style Ales Wheatbeer (E39)                         | Brons  | Hoegaarden Witbier          | InBev                          | België    |
| 2005 | 739 (30)             | Best of Classe 32                                          | Goud   | Floris Chocolade            | Brouwerij Huyghe               | België    |
| 2005 | 739 (30)             | Best of Classe 33                                          | Goud   | Bellevue Kriek              | InBev                          | België    |
| 2005 | 739 (30)             | Belgian Style ale strong (A33)                             | Goud   | Gouden Carolus              | Brouwerij Het Anker            | België    |
| 2005 | 739 (30)             | Belgian Style ale strong (A33)                             | Zilver | Orval                       | Brouwerij Orval                | België    |
| 2005 | 739 (30)             | Belgian Style ale strong (A33)                             | Zilver | La Guillotine               | Brouwerij Huyghe               | België    |
| 2005 | 739 (30)             | Belgian Style ale Abbey (B33)                              | Goud   | Rochefort                   | Abdij Notre-Dame de Saint-Rémy | België    |
| 2005 | 739 (30)             | Belgian Style ale Abbey (B33)                              | Goud   | Verboden Vrucht             | Brouwerij Hoegaarden           | België    |
| 2005 | 739 (30)             | Belgian Style ale Abbey (B33)                              | Brons  | Leffe Vieille Cuvée         | Inbev                          | België    |
| 2005 | 739 (30)             | Belgian Style ale Lambic (C33)                             | Goud   | Bellevue Kriek              | Inbev                          | België    |
| 2005 | 739 (30)             | Belgian Style Wheatbeer (34)                               | Zilver | Hoegaarden Wit              | Inbev                          | België    |
| 2005 | 739 (30)             | Others (D39)                                               | Brons  | Leffe Blond                 | Inbev                          | België    |
| 2005 | 739 (30)             | Others (D39)                                               | Brons  | Leffe Bruin                 | Inbev                          | België    |
| 2005 | 739 (30)             | Wheatbeer (E39)                                            | Brons  | Hoegaarden Wit              | Inbev                          | België    |
| 2004 | 885 (39)             |                                                            |        |                             |                                |           |
| 2003 | 581 ()               | Best of Class 33                                           | Goud   | Delirium tremens            | Brouwerij Huyghe               | België    |
| 2003 | 581 ()               | Best of Class 34                                           | Goud   | Hoegaarden Wit              | Inbev                          | België    |
| 2003 | 581 ()               | Best of Class 39                                           | Goud   | Hoegaarden Wit              | Inbev                          | België    |
| 2003 | 581 ()               | Belgian style ales strong (A33)                            | Goud   | Leffe Blond                 | Inbev                          | België    |
| 2003 | 581 ()               | Belgian style ales strong (A33)                            | Brons  | La Chouffe                  | Inbev                          | België    |
| 2003 | 581 ()               | Belgian style ales dubbel en tripel (B33)                  | Goud   | Delirium tremens            | Brouwerij Huyghe               | België    |
| 2003 | 581 ()               | Belgian style ales dubbel en tripel (B33)                  | Goud   | Leffe Vieille Cuvée         | Inbev                          | België    |
| 2003 | 581 ()               | Belgian style ales dubbel en tripel (B33)                  | Goud   | Leffe Radieuse              | Inbev                          | België    |
| 2003 | 581 ()               | Belgian style ales abbey (D33)                             | Goud   | Verboden Vrucht             | InBev                          | België    |
| 2003 | 581 ()               | Belgian style ales lambic (E33)                            | Goud   | Bellevue Kriek              | Inbev                          | België    |
| 2003 | 581 ()               | Belgian style Wheatbeer (34)                               | Goud   | Hoegaarden Wit              | Inbev                          | België    |
| 2003 | 581 ()               | Belgian style (C39)                                        | Brons  | Leffe Bruin                 | Inbev                          | België    |
| 2003 | 581 ()               | Belgian style (C39)                                        | Brons  | Leffe Blond                 | Inbev                          | België    |
| 2003 | 581 ()               | Belgian style Wheatbeer (D39)                              | Brons  | Hoegaarden Wit              | Inbev                          | België    |
| 2002 | 446 ()               | Best of Class 33                                           | Goud   | La Guillotine               | Brouwerij Huyghe               | België    |
| 2002 | 446 ()               | Best of Class 34                                           | Goud   | Hoegaarden                  | Interbrew                      | België    |
| 2002 | 446 ()               | Best of Class 39                                           | Goud   | Leffe Blond                 | Interbrew                      | België    |
| 2002 | 446 ()               | Best lager Pilsener (5)                                    | Goud   | Stella Artois               | Interbrew                      | België    |
| 2002 | 446 ()               | Best Belgian style ale stong (A33)                         | Goud   | La Guillotine               | Brouwerij Huyghe               | België    |
| 2002 | 446 ()               | Best Belgian style ale stong (A33)                         | Zilver | La Chouffe                  | Brouwerij Achouffe             | België    |
| 2002 | 446 ()               | Best Belgian style ale stong (A33)                         | Zilver | Duvel                       | Brouwerij Moortgat             | België    |
| 2002 | 446 ()               | Best Belgian style ale tripel (B33)                        | Zilver | Artevelde Grand Cru         | Brouwerij Huyghe               | België    |
| 2002 | 446 ()               | Best Belgian style ale tripel (B33)                        | Zilver | Mc Chouffe                  | Brouwerij Achouffe             | België    |
| 2002 | 446 ()               | Best Belgian style ale abbey (D33)                         | Zilver | Chimay Wit                  | Brouwerij Chimay               | België    |
| 2002 | 446 ()               | Best Belgian style ale abbey (D33)                         | Zilver | Chimay Blauw                | Brouwerij Chimay               | België    |
| 2002 | 446 ()               | Best Belgian style ale abbey (D33)                         | Zilver | Chimay Rood                 | Brouwerij Chimay               | België    |
| 2002 | 446 ()               | Best Belgian style ale Lambic(E33)                         | Goud   | Bellevue Kriek              | Interbrew                      | België    |
| 2002 | 446 ()               | Best Belgian style ale Lambic(34)                          | Goud   | Hoegaarden Wit              | Interbrew                      | België    |
| 2000 | (?)                  | Best off all classes                                       | Goud   | Hoegaarden witbier          | Brouwerij Hoegaarden           | België    |